# Liste der Kulturdenkmale in Schönborn (Dresden)
Die Liste der Kulturdenkmale in Schönborn umfasst sämtliche Kulturdenkmale der Dresdner Gemarkung Schönborn. In Schönborn liegt ein Teil der Kulturdenkmale im Seifersdorfer Tal. Die Anmerkungen sind zu beachten.
Diese Liste ist eine Teilliste der Liste der Kulturdenkmale in Dresden. 

Diese Liste ist eine Teilliste der Liste der Kulturdenkmale in Sachsen.

## Legende
- Bild: Bild des Kulturdenkmals, ggf. zusätzlich mit einem Link zu weiteren Fotos des Kulturdenkmals im Medienarchiv Wikimedia Commons. Wenn man auf das Kamerasymbol klickt, können Fotos zu Kulturdenkmalen aus dieser Liste hochgeladen werden:
- Bezeichnung: Denkmalgeschützte Objekte und ggf. Bauwerksname des Kulturdenkmals
- Lage: Straßenname und Hausnummer oder Flurstücknummer des Kulturdenkmals. Die Grundsortierung der Liste erfolgt nach dieser Adresse. Der Link (Karte) führt zu verschiedenen Kartendiensten mit der Position des Kulturdenkmals. Fehlt dieser Link, wurden die Koordinaten noch nicht eingetragen. Sind diese bekannt, können sie über ein Tool mit einer Kartenansicht einfach nachgetragen werden. In dieser Kartenansicht sind Kulturdenkmale ohne Koordinaten mit einem roten bzw. orangen Marker dargestellt und können durch Verschieben auf die richtige Position in der Karte mit Koordinaten versehen werden. Kulturdenkmale ohne Bild sind an einem blauen bzw. roten Marker erkennbar.
- Datierung: Baubeginn, Fertigstellung, Datum der Erstnennung oder grobe zeitliche Einordnung entsprechend des Eintrags in der sächsischen Denkmaldatenbank
- Beschreibung: Kurzcharakteristik des Kulturdenkmals entsprechend des Eintrags in der sächsischen Denkmaldatenbank, ggf. ergänzt durch die dort nur selten veröffentlichten Erfassungstexte oder zusätzliche Informationen
- ID: Vom Landesamt für Denkmalpflege Sachsen vergebene, das Kulturdenkmal eindeutig identifizierende Objekt-Nummer. Der Link führt zum PDF-Denkmaldokument des Landesamtes für Denkmalpflege Sachsen. Bei ehemaligen Kulturdenkmalen können die Objektnummern unbekannt sein und deshalb fehlen bzw. die Links von aus der Datenbank entfernten Objektnummern ins Leere führen. Ein ggf. vorhandenes Icon  führt zu den Angaben des Kulturdenkmals bei Wikidata.

## Schönborn
| Bild           | Bezeichnung | Lage                                | Datierung                                                                                   | Beschreibung | ID       |
| -------------- | --- | ----------------------------------- | ------------------------------------------------------------------------------------------- | --- | -------- |
| Weitere Bilder | Sachgesamtheitsbestandteil der Sachgesamtheit Landschaftspark Seifersdorfer Tal (ID-Nr. 09302337) mit 16 Einzeldenkmalen | (Karte)                             | 1781–1795 (Parkanlage)                                                                      | Sachgesamtheitsbestandteil der Sachgesamtheit Seifersdorfer Tal mit folgenden Einzeldenkmalen: 16 Denkmale (Teil südlich der Großen Röder, Gemarkung Schönborn, ID-Nr. 09283805) sowie romantische Parklandschaft mit sämtlichen Wegeführungen und gestalteten Flächen (Gartendenkmal) (siehe auch Sachgesamtheitsliste Gemeinde Wachau, OT Seifersdorf, ID-Nr. 09302337); geschichtlich, künstlerisch und landschaftsgestalterisch bedeutend, einzigartiges Zeugnis der Gartenarchitektur. | 09302338 |
| Weitere Bilder | Einzeldenkmale der Sachgesamtheit Landschaftspark Seifersdorfer Tal: 16 Denkmale (Einzeldenkmale zu ID-Nr. 09302337)     | (Karte)                             | 1781–1795 (Denkmal)                                                                         | Einzeldenkmale der Sachgesamtheit Landschaftspark Seifersdorfer Tal: 16 Denkmale (Teil südlich der Großen Röder, Gemarkung Schönborn, Sachgesamtheitsliste ID-Nr. 09302338, Einzeldenkmale zu ID-Nr. 09302337); geschichtlich und künstlerisch von Bedeutung. | 09283805 |
|                | Neueres Wohnhaus mit Zierfachwerk                                                                                        | Am Hofgut 1; 3; 3a (Karte)          | um 1900 (Wohnhaus), 1795 (Seitengebäude)                                                    | Neueres Wohnhaus mit Zierfachwerk, um 1900, Seitengebäude, um 1795, und Mauerrest (ein dazugehöriges Seitengebäude und 2 Scheunen abgebrochen) | 09283787 |
|                | Ländliches Wohnhaus | Blumenstraße 9 (Karte)              | 2. Hälfte 19. Jh. (Wohnhaus)                                                                | Ländliches Wohnhaus mit Stallungen | 09283786 |
|                | Bauernhaus | Langebrücker Straße 10 (Karte)      | bez. 1881 (Bauernhaus)                                                                      | Bauernhaus, bez. 1881, und Scheune im Winkel | 09283788 |
|                | Wohnstallhaus eines Dreiseithofes                                                                                        | Langebrücker Straße 11 (Karte)      | bez. 1847 (Wohnstallhaus)                                                                   | Wohnstallhaus, bez. 1847, und Scheune eines Dreiseithofes | 09283793 |
|                | Wohnstallhaus eines Dreiseithofes                                                                                        | Langebrücker Straße 13 (Karte)      | 2. Hälfte 19. Jh. (Wohnstallhaus), 2. Hälfte 19. Jh. (Dreiseithof)                          | Wohnstallhaus mit Anbau, Scheune im Winkel angebaut, eines Dreiseithofes; Scheune im Winkel angebaut | 09283792 |
|                | Wohnstallhaus eines Zweiseithofes mit angebautem Stallgebäude                                                            | Langebrücker Straße 14 (Karte)      | um 1850 (Wohnstallhaus); nach 1900 (Scheune)                                                | Wohnstallhaus mit angebautem Stallgebäude und Scheune eines Zweiseithofes | 09283789 |
|                | Wohnstallhaus eines Dreiseithofes                                                                                        | Langebrücker Straße 21; 21a (Karte) | 2. Hälfte 19. Jh. (Wohnstallhaus); 2. Hälfte 19. Jh. (Dreiseithof)                          | Wohnstallhaus mit Schuppenanbau, Seitengebäude und Scheune eines Dreiseithofes | 09283791 |
|                | Wohnstallhaus eines Dreiseithofes                                                                                        | Langebrücker Straße 25              | 2. Hälfte 19. Jh. (Wohnstallhaus); 2. Hälfte 19. Jh. (Dreiseithof) Datierung                | Wohnstallhaus, Scheune und Hofeinfahrt (gemauerte Pfeiler) eines Dreiseithofes | 09283790 |
|                | Kriegerdenkmal Schönborn                                                                                                 | Seifersdorfer Straße - (Karte)      | nach 1918 (Kriegerdenkmal 1. Weltkrieg)                                                     | Denkmalanlage mit Denkmal für die im Ersten Weltkrieg gefallenen Soldaten des Ortes, zwei Gedenksteine zur Erinnerung an die Völkerschlacht und den Reformationstag, alles von Zaun eingefasst. | 09283785 |
|                | Kirchschule | Seifersdorfer Straße 5 (Karte)      | bezeichnet 1840 (MDCCCXL)                                                                   | Kirchschule; bezeichnet »Pflanzschule für Zeit und Ewigkeit« | 09283798 |
|                | Alte Schule; später Gemeindeamt Schönborn                                                                                | Seifersdorfer Straße 6 (Karte)      | um 1907 (Schule)                                                                            | Ehemalige Schule, später Gemeindeamt; Schulgebäude mit verschiefertem Dachhäuschen | 09283796 |
| Weitere Bilder | Dorfkirche Schönborn auch Elf-Gebote-Kirche                                                                              | Seifersdorfer Straße 7 (Karte)      | nach 1653, erneuert nach Brand (Kirche); um 1907 (Kirche); 1664 (Altaraufbau); 1832 (Orgel) | Kirche, Schuppen und Kirchhofmauer | 09283799 |
|                | Wohnhaus und Hofeinfahrt eines ehem. Dreiseithofes                                                                       | Seifersdorfer Straße 9 (Karte)      | 1. Hälfte 19. Jh. (Bauernhaus)                                                              | Wohnhaus (Obergeschoss Fachwerk verputzt) und Hofeinfahrt eines ehem. Dreiseithofes; dazugehöriges Seitengebäude vor 2000 abgebrochen | 09283800 |
|                | Ländliches Wohnhaus | Seifersdorfer Straße 10 (Karte)     | um 1850 (Wohnhaus)                                                                          | Ländliches Wohnhaus (Obergeschoss Fachwerk, verbrettert), mit Anbau im Winkel | 09283784 |
|                | Ländliches Wohnhaus | Seifersdorfer Straße 12 (Karte)     | nach 1840 (Wohnhaus)                                                                        | Ländliches Wohnhaus; Obergeschoss Fachwerk, verbrettert | 09283783 |
|                | Ländliches Wohnhaus | Seifersdorfer Straße 17 (Karte)     | nach 1840 (Wohnhaus)                                                                        | Ländliches Wohnhaus | 09283781 |
|                | Wohnstallhaus eines Dreiseithofes                                                                                        | Seifersdorfer Straße 19 (Karte)     | bezeichnet 1840 (Wohnstallhaus)                                                             | Wohnstallhaus Obergeschoss Fachwerk, bezeichnet 1840 im Türsturz | 09283779 |
|                | Wohnstallhaus und Scheune, alle weiteren Nebengebäude und Anbauten sowie steinerner Wassertrog                           | Seifersdorfer Straße 20 (Karte)     | nach 1840 (Wohnstallhaus)                                                                   | Wohnstallhaus (Fachwerk, z. T. verbrettert) und Scheune, alle weiteren Nebengebäude und Anbauten sowie steinerner Wassertrog und Hofeinfahrt (ehemals dazugehöriges Seitengebäude vor 2000 abgebrochen); ehemals dazugehöriges Seitengebäude vor 2000 abgebrochen | 09283780 |
|                | Wohnstallhaus | Seifersdorfer Straße 21 (Karte)     | bezeichnet 1840 im Türsturz (Wohnstallhaus)                                                 | Wohnstallhaus, bez. 1840 im Türsturz, mit Hofeinfahrt; Obergeschoss Fachwerk verputzt | 09283778 |
|                | Wohnstallhaus eines Dreiseithofes                                                                                        | Seifersdorfer Straße 22a (Karte)    | 1. Hälfte 19. Jh. (Wohnstallhaus)                                                           | Wohnstallhaus (Obergeschoss Fachwerk), Scheunendurchgang (Holzkonstruktion), Hofmauer und Hofeinfahrt mit zwei Granitpfeilern eines Dreiseithofes | 09283776 |
|                | Wohnstallhaus | Seifersdorfer Straße 24 (Karte)     | 1. Hälfte 19. Jh. (Wohnstallhaus)                                                           | Wohnstallhaus (Obergeschoss Fachwerk), Stall und Scheune im Winkel angebaut, Lastenaufzugshäuschen und Hofeinfahrt mit zwei Granitpfeilern | 09283775 |
|                | Wohnstallhaus | Seifersdorfer Straße 25 (Karte)     | bezeichnet 1840 im Türsturz (Wohnstallhaus)                                                 | Wohnstallhaus, bez. 1840 im Türsturz, und Scheune im Winkel angebaut; Wohnstallhaus Obergeschoss Fachwerk | 09283777 |
|                | Ländliches Wohnhaus | Seifersdorfer Straße 28 (Karte)     | um 1850 (Bauernhaus) Datierung                                                              | Ländliches Wohnhaus | 09283774 |
|                | Wohnstallhaus | Seifersdorfer Straße 34 (Karte)     | um 1850 (Wohnstallhaus)                                                                     | Wohnstallhaus mit angebauter Scheune im Winkel, offener Schauer, Hofmauer und Hofeinfahrt | 09283773 |